# Razia Khan (economista)
Razia Khan é uma banqueira e economista do Botswana.

## Carreira
Razia Khan nasceu em Botsuana e é bacharel em ciências e mestre em ciências pela London School of Economics.
  Ela se juntou ao banco britânico Standard Chartered em 1997 como membro da sua equipa de vendas corporativas antes de se mudar para um papel no qual ela efectuou uma pesquisa dos mercados de câmbio africanos.
Khan é agora economista-chefe da Standard Chartered para a África. Ela trabalha para o escritório regional do banco na África.  Khan fornece análises sobre as economias dos países africanos para os comités executivos internos do banco e dos seus clientes. Ela aconselhou o Departamento do Tesouro dos Estados Unidos, o Federal Reserve Bank de Nova York, o Banco Africano de Desenvolvimento e muitos bancos centrais africanos. Ela também aconselhou organizações não-governamentais, fundos de comércio e forneceu análises para a CNN, a BBC e a CNBC.
Khan participa nos conselhos do Fórum Económico Mundial sobre pobreza e desenvolvimento; população; e migração.
  Ela é membro do conselho consultivo da Royal African Society e foi nomeada como um dos "100 africanos mais influentes em 2015" pela revista New African.